# Red Lodge
Red Lodge är en by och en civil parish i distriktet West Suffolk i Suffolk i England. Orten har 1 599 invånare (2001).